# Prowincja hudsońska
Prowincja hudsońska – jest to obszar w północno-zachodniej części platformy amerykańsko-grenlandzkiej zbudowany ze skał osadowych i skał metamorficznych proterozoicznych.
Powstały one w geosynklinach założonych na podłożu struktur kenorańskich lub w ich obrzeżeniu. Skały prowincji hudsońskiej są bardzo zróżnicowane. Można wśród nich wyróżnić serie eugeosynklinalne, miogeosynklinalne oraz pochodzące z serii kenorańskich, które mogły tworzyć masywy śródgórskie lub brzegi basenów sedymentacyjnych. Do serii eugeosynklinalnych zalicza się seria Animiki z dużym udziałem skał wulkanicznych, a do miogeosynklinalnych – seria hurońska, występująca w rejonie Jeziora Górnego.
Zafałdowanie i ukształtowanie skał prowincji hudsońskiej nastąpiło w Kanadzie w czasie orogenezy hudsońskiej (ok. 1640 mln lat temu), a w Stanach Zjednoczonych w czasie orogenezy penokijskiej (ok. 1700 mln lat temu).
Orogeneza hudsońska ostatecznie uformowała platformę amerykańsko-grenlandzką.